# غيوم غيون ليتيير
غيوم غيون ليتيير (بالفرنسية: Guillaume Guillon-Lethière ؛ 10 يناير 1760 - 22 أبريل 1832) كان رساما فرنسيا ضمن الحركة الكلاسيكية الحديثة.

## حياته
ولد «كإنسان حر» في غوادلوب في عام 1760 لأب من الضباط  الاستعماريين الفرنسيين يدعى بيير غيون وأم «مولاتو» أي ذات أصل هجين ومختلط. كثيرا ما تردد اسم ليتيير وكُتِب عنه في سياق التاريخ الاستعماري الفرنسي والثورة الفرنسية.
في سن 14، أخذه والده من غوادلوب إلى حاضرة فرنسا أو كما تُسمى (فرنسا ميتروبوليتان). وبحلول سن 17 عامًا، أصبح غيون ليتيير تلميذا لغابرييل فرانسوا دوين في الأكاديمية الملكية للرسم والنحت في باريس. فاز ليتيير بالمركز الثاني في جائزة روما لعام 1784 عن لوحة«امرأة كنعان عند أقدام المسيح». شارك في تلك المسابقة أيضا بعد عامين، وحتى إن لم يفز، نجح في تلقي الدعم للسفر إلى روما حيث طور أسلوبه ضمن الحركة الكلاسيكية الحديثة. بقي ليتيير في روما لعدة سنوات.
في عام 1791 عاد إلى باريس لافتتاح أستوديو للرسم في منافسة مباشرة مع جاك لوي دافيد. وفي عام 1818 أنتخب ليتيير أخيرا وتم منحه وسام جوقة الشرف.
بعد ذلك بعام، أصبح أستاذا في مدرسة الفنون الجميلة بباريس وكان من بين طلابه إيزيدور بيلز والرسامة البولندي-الليتواني كانيوتي روسيكي. كان ليتيير أيضا أبا بالتبني لميلاني دي هيرفيلي، والتي أصبح لقبها هاهنيمان فيما بعد.